# Уиттенум
Уиттенум (англ. Wittenoom) — бывший шахтёрский посёлок в Западной Австралии.

## География
Расположен в 215 км к югу от Порт-Хедленда и в 1106 км к северо-востоку от Перта. Климат — жаркий субтропический пустынный.

## История
Поселок основан в 1947 году. В окрестностях добывался голубой асбест, спрос на который был крайне велик. Со временем рабочие шахт начали массово заболевать различными болезнями лёгких. В 1966 году шахта была закрыта из-за убытков и из-за растущих проблем со здоровьем у шахтёров. Жители покинули поселение, а территория вокруг бывшего населённого пункта стала закрытой.